# Mimonthophagus semicirculifer
Mimonthophagus semicirculifer là một loài bọ cánh cứng trong họ Bọ hung (Scarabaeidae).